# Pieter Cornelis Tobias van der Hoeven

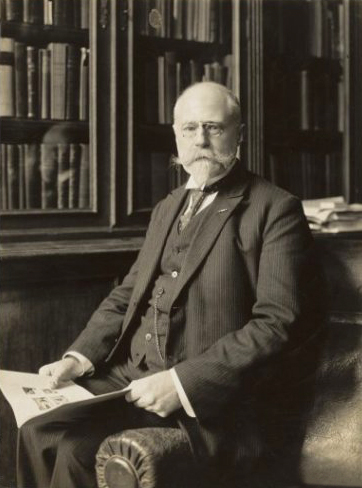
P.C.T. van der Hoeven (1928)

Pieter Cornelis Tobias van der Hoeven (* 28. August 1870 in Brielle; † 30. Mai 1953 in Zundert) war ein niederländischer Gynäkologe.

## Leben
Pieter Cornelis Tobias wurde als Sohn des späteren Leidener Rechtsprofessors Henri van der Hoeven geboren. Mit acht Jahren zog er nach Leiden, wo er die Grundschule besuchte und seine Ausbildung am Leidener Gymnasium fortsetzte. Am 21. September 1888 immatrikulierte er sich an der Universität Leiden, wo er ein naturkundliches Studium absolvieren wollte. Sich den medizinischen Wissenschaften zuwendend, absolvierte er 1895 sein Arztexamen und promovierte am 8. Mai 1896 mit der Arbeit De Aetiologie der eclampsie (deutsch: Die Ätiologie der Präeklampsie) zum Doktor der Medizin. Noch im selben Jahr folgte er seinem Lehrer Hector Treub (1856–1920) nach Amsterdam, wo er als dessen Assistent fungierte. Am 27. April 1903 wurde er zum Professor für Geburtshilfe und Gynäkologie an die Universität Leiden berufen, welche Aufgabe er am 3. Juni  desselben Jahres mit der Einführungsrede De richting der hedendaagsche verloskunde en gynaekologie (deutsch: Die Richtung der heutigen Geburtshilfe und Gynäkologie) antrat.
Hier verfasste er eine Vielzahl von Einzelabhandlungen in den diversen medizinischen Fachjournalen seiner Zeit. Er war im Akademiejahr 1918/19 Rektor der Alma Mater, wozu er am 8. Februar 1919 die Rektorratrede Ziekteoorzaken in het leven voor de geboorte (deutsch: Krankheitsursachen in dem Leben vor der Geburt) hielt. Van der Hoeven war Mitglied der niederländischen gynäkologischen Vereinigung, Mitglied der Maatschappij tot Bevordering der Geneskunst (deutsch: Gesellschaft zur Förderung der Medizin) und Ehrenmitglied der belgischen gynäkologischen Vereinigung. 1938 war er Vorsitzender des Internationalen Kongresses für Geburtskunde und Gynäkologie. Zudem wurde er Ritter des Ordens vom niederländischen Löwen. Am 16. September 1940 wurde er als 70-Jähriger emeritiert und zog sich auf das Familiengut in Zundert zurück, wo er durch einen Schlaganfall starb.

## Familie
Van der Hoeven verheiratete sich am 29. Dezember 1896 in Leiden mit Geeske Fockema Andreae (* 27. Juni 1873 in Hillegersberg; † 17. Januar 1972 in Zundert), die Tochter des Sijbrandus Andreas Fockema Andreae (* 4. Juli 1844 in Beetsterzwaag; † 17. Januar 1921 in Leiden) und der Elisabeth Reinarda Lunsingh Tonckens (* 10. September 1850 in Beetsterzwaag; † 10. Juli 1905 in Leiden). Aus der Ehe stammen Kinder. Von den Kindern kennt man:
- Elisabeth van der Hoeven (* 12. Juni 1898 in Amsterdam;) verh. am 14. Juni 1926 in Leiden (geschieden 28. Dezember 1949) mit Aijolt Albert Stheeman (* um 1895 in Teteringen)
- Govert Georg van der Hoeven (* 22. August 1900 in Amsterdam; † 1981 in Zundert) verh. 5. Januar 1932 in Diepenveen mit Magdalena Knottenbelt (* 22. Juni 1902 in Sloten; † 1993 in Zundert)
- Henri van der Hoeven (* 2. März 1902 Amsterdam; † 29. April 1974 in Leiden) verh. 18. September 1928 in Leiden mit Dieuwertje Biemond (* um 1904 in Amsterdam)
- Anna Ida van der Hoeven (* 4. November 1903 in Leiden; † 4. Juni 1988 in Velp) verh. am 9. Juli 1929 in Leiden mit Frederik Arnold Menalda (* 20. November 1902 Leeuwarden; † 1985)
- Sybrandus Johannes van der Hoeven (* 2. Mai 1906 in Leiden; † 30. Juni 1985 in Zundert) wurde Jurist in Rotterdam, verheiratete sich mit Ernestine Titia Nelly Toxopeus (* 20. Dezember 1915 in Amersfoort; † 19. Juli 2005 in Zundert)
- Joachimus Pieter van der Hoeven (* 24. September 1910 in Leiden) wurde Arzt, verh. 2. April 1940 in Leiden mit Wilhelmina Hermana Alexandrina Elisabeth de Blecourt (* um 1919)
- Reinhardina Elisabeth van der Hoeven (* 6. Dezember 1912 in Leiden; † 10. März 2005 in Zundert) verh. 31. Januar 1936 in Leiden mit Willem Jan Hengeveld (* 19. Dezember 1911 in Haarlem; † 30. Juli 1996 in Zundert)

## Werke (Auswahl)
- La Théorie foetale sur la cause de l'éclampsie. 1899
- De Richting der hedendaagsche Verloskunde en Gynaekologie. Leiden 1903 (Online)
- De invloed van het zenuwstelsel op de afwijkingen der genitalia. 1905
- De betekenis van het breken der vliezen bij de baring. 1907
- Leerboek der Verloskunde. 4. Bde.
- De invloed van het zenuwstelsel op het ontstaan en de Symptomen van de liggingsafwijkingen der vrouwelijke genitalia. Haarlem, 1909
- Die Asthenie und die Lage-Anomalien der weiblichen Genitalien. 1909
- Kraamvrouwenverpleging. 1925
- Gynaecologie voor de internist. 1927, 1937
- Vijfentwintig jaar verloskunde arbeid. 1928
- Operatieve verloskunde. 1936